# Lotopałankowce
Lotopałankowce (Petauroidea) – nadrodzina ssaków niższych z podrzędu kangurokształtnych (Macropodiformes) w obrębie rzędu dwuprzodozębowców (Diprotodontia).

## Zasięg występowania
Lotopałankowce występują w Australazji.

## Podział systematyczny
Do nadrodziny należą następujące rodziny:
- Pseudocheiridae Winge, 1893 – pseudopałankowate
- Petauridae Bonaparte, 1838 – lotopałankowate
- Tarsipedidae P. Gervais & Verreaux, 1842 – ostronogowate – jedynym przedstawicielem jest Tarsipes rostratus Gervais & Verreaux, 1842 – ostronóg kwiatowy
- Acrobatidae K.P. Aplin, 1987 – akrobatkowate

Opisano również wymarły rodzaj o niepewnej pozycji systematycznej i nie sklasyfikowany w żadnej z powyższych rodzin:
- Djaludjangi Brammall, 1998